# Комановка
Кома́новка (рос. Комановка) — присілок у складі Притобольного району Курганської області, Росія. Входить до складу Давидовської сільської ради.
Населення — 28 осіб (2010, 96 у 2002).
Національний склад станом на 2002 рік:
- росіяни — 94 %